# Catedral de Linares
La Catedral de San Ambrosio de Linares es una iglesia catedralicia de culto católico, sede de la Diócesis de Linares en la Región del Maule. Fue construida entre  el año 1935 y 1937. Queda en el centro de la ciudad y al frente la plaza de armas de Linares.

## Historia
Después de la fundación de Linares, el 23 de mayo de 1794, el cura de Yerbas Buenas Pablo de la Barra trasladó a esta ciudad la sede de su parroquia, el cual se construyó entre 1796 y 1810, a cargo Tiburcio Gúmera. La estructura se deterioraría tras el terremoto de Valparaíso de 1906 y el terremoto de Talca de 1928, lo que condujo a su demolición. Se comenzó a reunir fondos para un templo, tarea a cargo del primer obispo de la diócesis Miguel León Prado, labor que tras su muerte sería continuada por el obispo Juan Subercaseaux Errázuriz. Reuniría a los arquitectos Carlos Bresciani y Jorge del Campo Rivera, además de su hermano, Pedro Subercaseaux. E este último se le adjudica la identificación del edificio con la Basílica de San Ambrosio de Milán. Se inauguraría en 1937.

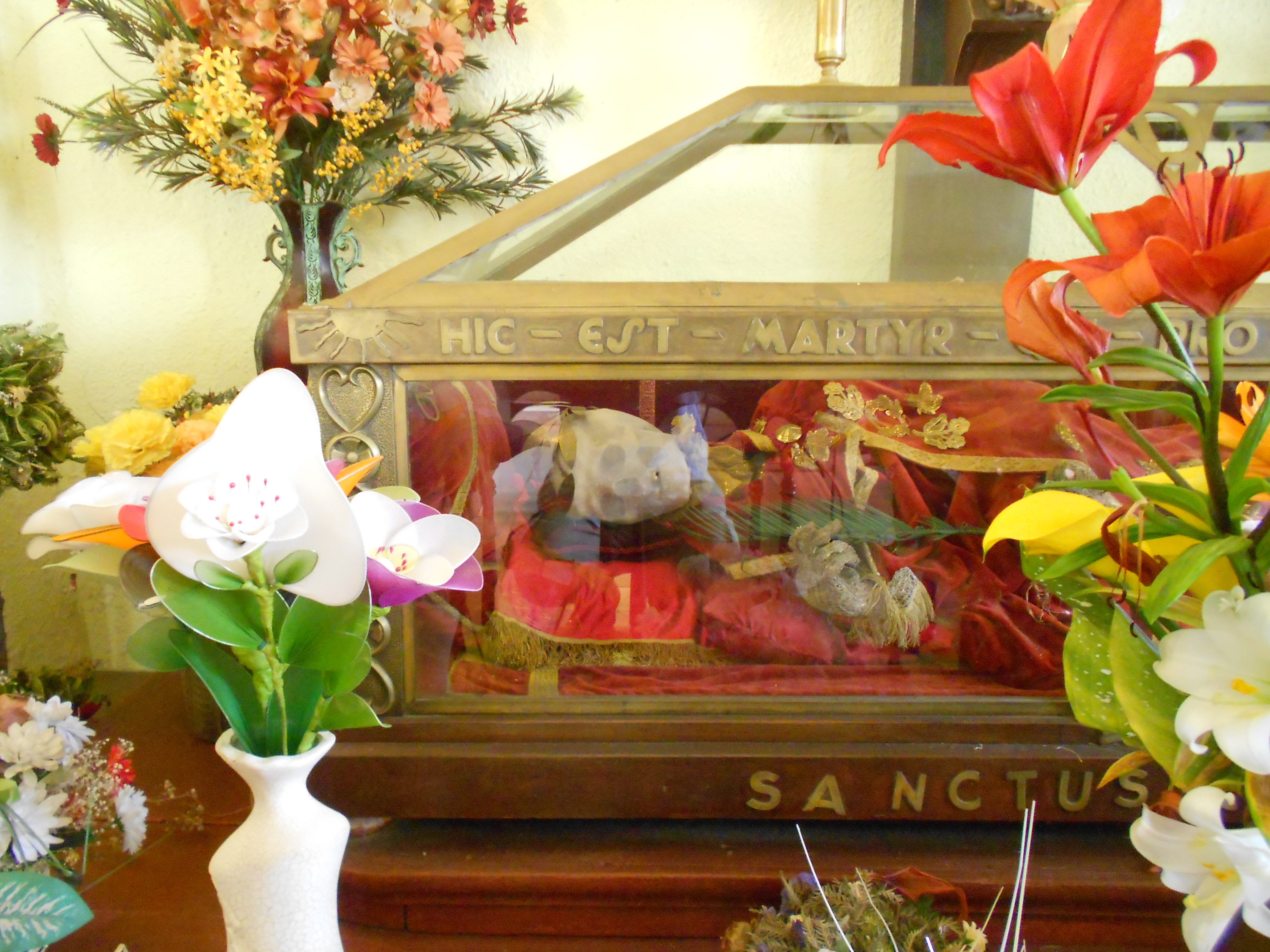
Reliquias de san Clemente, mártir. No debe confundirse con el papa del mismo nombre.